# Białoruś na Zimowych Igrzyskach Olimpijskich 2006
Białoruś na Zimowych Igrzyskach Olimpijskich 2006 reprezentowało dwudziestu ośmiu zawodników.

## Zdobyte medale
| Medal  | Zawodnik             | Dyscyplina          | Konkurencja        |
| ------ | -------------------- | ------------------- | ------------------ |
| Srebro | Dzmitryj Daszczynski | Narciarstwo dowolne | skoki akrobatyczne |

## Skład kadry

### Biathlon
Mężczyźni
| Zawodnik                                                        | Konkurencja         | czas biegu | Kary | Pozycja |
| --------------------------------------------------------------- | ------------------- | ---------- | ---- | ------- |
| Rustam Waliullin                                                | Sprint mężczyzn     | 28:08,4    | 2    | 24.     |
| Oleg Ryżenkow                                                   | Sprint mężczyzn     | 28:15,9    | 1    | 28.     |
| Siarhiej Nowikau                                                | Sprint mężczyzn     | 28:18,5    | 1    | 30.     |
| Władimir Draczow                                                | Sprint mężczyzn     | 29:48,3    | 3    | 61.     |
| Rustam Waliullin                                                | Bieg pościgowy      | 38:32,7    | 5    | 26.     |
| Oleg Ryżenkow                                                   | Bieg pościgowy      | 38:37,8    | 5    | 27.     |
| Siarhiej Nowikau                                                | Bieg pościgowy      | 38:49,6    | 4    | 30.     |
| Siarhiej Nowikau                                                | Bieg indywidualny   | 58:02,6    | 3    | 24.     |
| Władimir Draczow                                                | Bieg indywidualny   | 59:59,5    | 4    | 43.     |
| Rustam Waliullin                                                | Bieg indywidualny   | 1:00:04,1  | 5    | 46.     |
| Alaksandr Syman                                                 | Bieg indywidualny   | 1:03:31,4  | 7    | 71.     |
| Alaksandr Syman Siarhiej Nowikau Rustam Waliullin Oleg Ryżenkow | Sztafeta 4 × 7,5 km | 1:25:04,4  | 1    | 11.     |

Kobiety
| Zawodnik                                                         | Konkurencja               | czas biegu          | Kary                | Pozycja             |
| ---------------------------------------------------------------- | ------------------------- | ------------------- | ------------------- | ------------------- |
| Ołena Zubryłowa                                                  | Sprint kobiet - 7,5 km    | 22:40,5             | 0                   | 5.                  |
| Olga Nazarowa                                                    | Sprint kobiet - 7,5 km    | 22:53,2             | 0                   | 8.                  |
| Jekatierina Iwanowa                                              | Sprint kobiet - 7,5 km    | 24:30,8             | 4                   | 37.                 |
| Ludmiła Anańka                                                   | Sprint kobiet - 7,5 km    | 24:36,1             | 1                   | 42.                 |
| Olga Nazarowa                                                    | Bieg pościgowy - 10 km    | 39:09,7             | 3                   | 7.                  |
| Ołena Zubryłowa                                                  | Bieg pościgowy - 10 km    | 41:42,9             | 8                   | 25.                 |
| Jekatierina Iwanowa                                              | Bieg pościgowy - 10 km    | 42:15,5             | 7                   | 29.                 |
| Ludmiła Anańka                                                   | Bieg pościgowy - 10 km    | Nie ukończyła biegu | Nie ukończyła biegu | Nie ukończyła biegu |
| Olga Nazarowa                                                    | Bieg indywidualny - 15 km | 51:59,6             | 2                   | 7.                  |
| Ołena Zubryłowa                                                  | Bieg indywidualny - 15 km | 52:55,6             | 1                   | 14.                 |
| Jekatierina Iwanowa                                              | Bieg indywidualny - 15 km | 56:09,7             | 6                   | 44.                 |
| Ksienija Zikunkowa                                               | Bieg indywidualny - 15 km | 1:02:17,5           | 8                   | 76.                 |
| Olga Nazarowa                                                    | Bieg masowy - 12,5 km     | 41:50,5             | 1                   | 6.                  |
| Ołena Zubryłowa                                                  | Bieg masowy - 12,5 km     | 43:12,3             | 4                   | 16.                 |
| Jekatierina Iwanowa Olga Nazarowa Ludmiła Anańka Ołena Zubryłowa | Sztafeta 4 × 7,5 km       | 1:19:19,6           | 0                   | 4.                  |

### Biegi narciarskie
Mężczyźni
| Zawodnik                               | Konkurencja          | czas                              | Pozycja                           |
| -------------------------------------- | -------------------- | --------------------------------- | --------------------------------- |
| Siarhiej Dalidowicz Aleksandr Łazutkin | Sztafeta sprinterska | Nie ukończyli biegu półfinałowego | Nie ukończyli biegu półfinałowego |
| Aleksandr Łazutkin                     | Bieg na 15 km        | 39:35,3                           | 15.                               |
| Aleksandr Łazutkin                     | Bieg na 50 km        | 2:08:40,4                         | 40.                               |
| Siarhiej Dalidowicz                    | Bieg na 50 km        | 2:06:22,4                         | 12.                               |
| Aleksandr Łazutkin                     | Sprint               | 2:25,79                           | 52.                               |

Kobiety
| Zawodnik                                                           | Konkurencja       | czas      | Pozycja |
| ------------------------------------------------------------------ | ----------------- | --------- | ------- |
| Alena Sannikawa                                                    | Bieg na 10 km     | 30:15,1   | 29.     |
| Ludmiła Karolik                                                    | Bieg na 10 km     | 30:23,6   | 30.     |
| Ludmiła Karolik                                                    | Bieg na 30 km     | 1:27:44,4 | 36.     |
| Wolha Wasilonak                                                    | Bieg na 30 km     | 1:29:22,8 | 44.     |
| Alena Sannikawa                                                    | Bieg na 30 km     | 1:29:30,4 | 45.     |
| Wiktoryja Łapacina                                                 | Bieg na 30 km     | 1:31:47,3 | 54.     |
| Alena Sannikawa                                                    | Bieg łączony      | 47:05,6   | 43.     |
| Ludmiła Karolik                                                    | Bieg łączony      | 47:07,2   | 44.     |
| Kaciaryna Rudakowa                                                 | Bieg łączony      | 48:09,2   | 49.     |
| Wolha Wasilonak                                                    | Bieg łączony      | 48:20,4   | 51.     |
| Wolha Wasilonak                                                    | Sprint            | 2:16,6    | 21.     |
| Wiktoryja Łapacina                                                 | Sprint            | 2:24,8    | 25.     |
| Kaciaryna Rudakowa                                                 | Sprint            | 2:23,19   | 51.     |
| Alena Sannikawa Ludmiła Karolik Kaciaryna Rudakowa Wolha Wasilonak | Sztafeta 4 × 5 km | 58:19,5   | 15.     |

### Łyżwiarstwo figurowe
| Zawodnik         | Konkurencja | Nota   | Pozycja |
| ---------------- | ----------- | ------ | ------- |
| Siergiej Dawidow | Soliści     | 184,59 | 15.     |

### Łyżwiarstwo szybkie
Kobiety
| Zawodnik             | Konkurencja   | Konkurencja   | Konkurencja   | Konkurencja   | Konkurencja   | Konkurencja   | Konkurencja    | Konkurencja    |
| Zawodnik             | Bieg na 500 m | Bieg na 500 m | Bieg na 500 m | Bieg na 500 m | Bieg na 500 m | Bieg na 500 m | Bieg na 1000 m | Bieg na 1000 m |
| Zawodnik             | Bieg 1        | Bieg 1        | Bieg 2        | Bieg 2        | Łączny czas   | Miejsce       | Bieg na 1000 m | Bieg na 1000 m |
| Zawodnik             | Czas          | Miejsce       | Czas          | Miejsce       | Łączny czas   | Miejsce       | Czas           | Miejsce        |
| -------------------- | ------------- | ------------- | ------------- | ------------- | ------------- | ------------- | -------------- | -------------- |
| Swiatłana Radkiewicz | 40,45         | 29.           | 39,91         | 26.           | 80,36         | 27.           | 1:20,11        | 33.            |

### Narciarstwo dowolne
Mężczyźni
| Dzmitryj Daszczynski | Skoki akrobatyczne | 130,31 | 119,03 | 249,34 | 2.  | 131,42        | 117,26        | 248,68        | srebro        |
| Alaksiej Hryszyn     | Skoki akrobatyczne | 115,43 | 127,44 | 242,87 | 4.  | 123,90        | 121,28        | 245,18        | 4.            |
| Anton Kusznir        | Skoki akrobatyczne | 121,24 | 105,09 | 226,33 | 10. | 124,56        | 103,10        | 227,66        | 8.            |
| Dzmitryj Rak         | Skoki akrobatyczne | 86,63  | 85,84  | 172,47 | 24. | Nie awansował | Nie awansował | Nie awansował | Nie awansował |

Kobiety
| Asol Sliwiec | Skoki akrobatyczne | 88,72 | 74,48 | 163,20 | 11. | 87,50 | 90,25 | 177,75 | 5.  |
| Ałła Cuper   | Skoki akrobatyczne | 88,83 | 80,16 | 168,99 | 8.  | 53,58 | 84,26 | 137,84 | 10. |

### Short track
Kobiety
| Zawodniczka               | Konkurencja         | Kwalifikacje | Kwalifikacje | Ćwierćfinał    | Ćwierćfinał    | Półfinał       | Półfinał       | Finał          | Finał   |
| Zawodniczka               | Konkurencja         | Czas         | Miejsce      | Czas           | Miejsce        | Czas           | Miejsce        | Czas           | Miejsce |
| ------------------------- | ------------------- | ------------ | ------------ | -------------- | -------------- | -------------- | -------------- | -------------- | ------- |
| Julia Pawłowicz-Jelsakowa | Bieg na 500 metrów  | 47,726       | 3.           | Nie awansowała | Nie awansowała | Nie awansowała | Nie awansowała | Nie awansowała | 20.     |
| Julia Pawłowicz-Jelsakowa | Bieg na 1000 metrów | 1:36,885     | 3.           | Nie awansowała | Nie awansowała | Nie awansowała | Nie awansowała | Nie awansowała | 17.     |
| Julia Pawłowicz-Jelsakowa | Bieg na 1500 metrów | 2:33,664     | 5.           | Nie awansowała | Nie awansowała | Nie awansowała | Nie awansowała | Nie awansowała | 22.     |

### Skoki narciarskie
| Konkurencja              | Skoczek         | Kwalifikacje    | Kwalifikacje    | Skok 1                    | Skok 1                    | Skok 2                    | Skok 2                    | Nota                      | Pozycja            |
| Konkurencja              | Skoczek         | odległość       | Nota            | odległość                 | Nota                      | odległość                 | Nota                      | Nota                      | Pozycja            |
| ------------------------ | --------------- | --------------- | --------------- | ------------------------- | ------------------------- | ------------------------- | ------------------------- | ------------------------- | ------------------ |
| Skocznia normalna HS-106 | Maksim Anisimau | 94,5            | 108,0           | 94,0                      | 110,5                     | Nie awansował do 2. serii | Nie awansował do 2. serii | Nie awansował do 2. serii | 33.                |
| Skocznia normalna HS-106 | Piotr Czaadajew | 95,5            | 88,0            | Nie awansował do konkursu | Nie awansował do konkursu | Nie awansował do konkursu | Nie awansował do konkursu | Nie awansował do konkursu | 45.                |
| Skocznia duża HS-140     | Maksim Anisimau | 102,0           | 68,6            | Nie awansował do konkursu | Nie awansował do konkursu | Nie awansował do konkursu | Nie awansował do konkursu | Nie awansował do konkursu | 36.                |
| Skocznia duża HS-140     | Piotr Czaadajew | Dyskwalifikacja | Dyskwalifikacja | Nie sklasyfikowany        | Nie sklasyfikowany        | Nie sklasyfikowany        | Nie sklasyfikowany        | Nie sklasyfikowany        | Nie sklasyfikowany |